# Parafia Narodzenia Najświętszej Maryi Panny w Sulisławicach
Parafia pw. Narodzenia Najświętszej Maryi Panny w Sulisławicach – parafia rzymskokatolicka znajdująca się w diecezji sandomierskiej w dekanacie Koprzywnica. Erygowana przed 1328 r. Duszpasterstwo w niej prowadzą księża Zmartwychwstańcy (CR). Mieści się pod numerem 91.